# Orquestra de Instrumentos Reciclados de Cateura
A Orquestra de Instrumentos Reciclados de Cateura (em espanhol: Orquesta de Instrumentos Reciclados de Cateura) é a primeira orquestra do mundo a usar instrumentos feitos a partir de produtos reutilizados de lixão.[carece de fontes?]
Formada por crianças e jovens de diferentes comunidades perto de Cateura, o maior lixão de Assunção, capital do Paraguai, a Orquestra de Instrumentos Reciclados de Cateura se apresenta desde 2012 com instrumentos musicais reciclados, fabricados por catadores do lixão a partir de sucatas, na luteria do grupo.
Já se apresentaram em vários países do mundo. No Brasil, se apresentaram em 2012, na Rio+20; onde foi sua estréia oficial como empresa privada de seu diretor, após sua partida do programa comunitário de integração social "Sons of the Earth", que criou a escola de música de Cateura em 2006.

## Filmografia
Em 2010, o diretor estadunidense Graham Townsley produziu o filme Landfill Harmonic (em português: Aterro Harmonico), um documentário que conta a história da orquestra. O documentário estreou em 18 de março de 2015, nos Estados Unidos.

## Denúncia
Em 2016, os membros originais do projeto denunciaram o diretor do Ministério Público paraguaio para dúvidas sobre a transparência de sua administração de doações. A denúncia tem o apoio de três senadores nacionais. O diretor se defendeu dizendo que os fundos vão para sua conta bancária, mas não em seu bolso.